# リトアニアにおける禁酒運動
リトアニアにおける禁酒運動（リトアニアにおけるきんしゅうんどう）は、19世紀中旬以降のリトアニアで展開された禁酒運動（リトアニア語:  blaivybės sąjūdis）のこと。

## 歴史

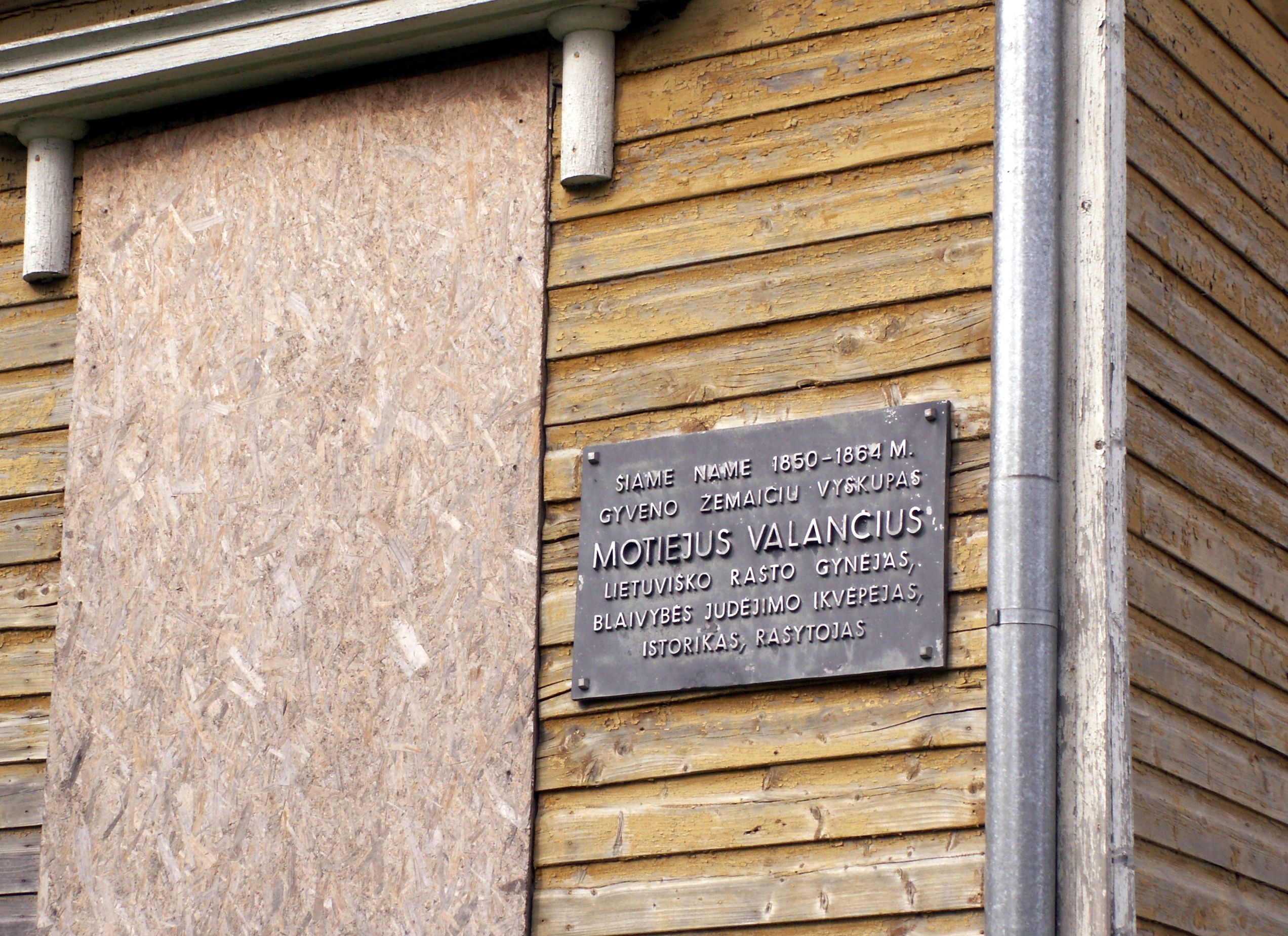
テルシェイ地区ヴァルネイにあるモティエユス・ヴァランチュスの記念プレート

1858年10月11日、ジェマイティヤ司教のモティエユス・ヴァランチュスが禁酒運動を始めた。すべての教区で禁酒団体が設立された。2年間でアルコール消費量は5分の1まで減ったとされる。帝政ロシア当局はこの禁酒運動を帝国に対する脅威とみなし、1863年に運動を広めることを禁止した。そのためウオツカの消費は再び増えた。
20世紀初め、禁酒団体が再建された。アンタナス・バラナウスカスやヴィンツァス・クディルカ、ヨナス・バサナヴィチュス、マイロニス、ヴァイジュガンタス、ヴィードゥーナス、プラナス・ヴァイチャイティスなどが禁酒運動を推進した。1908年、カウナスの司祭らがリトアニア・カトリック禁酒協会（リトアニア語: Lietuvos katalikų blaivybės draugija）を設立し、全国レベルで活動を展開した。協会は1914年の時点で212の支部および約6000人の会員を有していた。
2007年6月14日、国会決議第 X-1185 号により、2008年が「禁酒の年」と宣言された。